# Markéta Vondrousová
Markéta Vondrousová (txec: Markéta Vondroušová)  (Sokolov, 28 de juny de 1999), oficialment Markéta Šimková, és una tennista professional txeca. Té un rànquing més alt de la seva carrera com a número 14 del món per l'Associació de Tennis Femení (WTA). Al Torneig de Wimbledon 2023, Vondroušová va vèncer la subcampiona de 2022, Ons Jabeur, per convertir-se en la primera campiona de Wimbledon individual femení sense ser cap de sèrie a l'era Open. Vondrousová va ser la subcampiona de l'Open de França del 2019, on es va convertir en la primera finalista adolescent Major en gairebé una dècada. Ha guanyat dos títols individuals de cinc finals al WTA Tour i una medalla de plata als Jocs Olímpics de Tòquio 2021.
Vondrousová és una antiga número 1 del món juvenil, després d'haver guanyat dos grans títols de dobles. Va tenir un gran avanç al WTA Tour, guanyant el Ladies Open Biel Bienne 2017 als 17 anys en només el seu segon torneig d'individuals WTA de la seva carrera. Això la va ajudar a arribar al top 100 del rànquing de la WTA abans de complir 18 anys. Vondrousová va lluitar amb les lesions al començament de la seva carrera, sobretot es va perdre la segona meitat de la temporada 2019 poc després de la seva final de l'Open de França. El seu tret característic és la deixada. És una de les millors restadores del WTA Tour, ja que ha liderat la gira en percentatge de jocs guanyats de restada i percentatge de punts de restada guanyats el 2019 entre tots els jugadors amb almenys deu partits.

## Torneigs de Grand Slam

### Individual: 2 (1−1)
| Resultat   | Núm. | Any  | Torneig       | Oponent        | Marcador |
| ---------- | ---- | ---- | ------------- | -------------- | -------- |
| Finalista  | 1.   | 2019 | Roland Garros | Ashleigh Barty | 1−6, 3−6 |
| Guanyadora | 1.   | 2023 | Wimbledon     | Ons Jabeur     | 6−4, 6−4 |

## Jocs Olímpics

### Individual
| Any  | Campionat                   | Superfície | Oponent        | Resultat      |
| ---- | --------------------------- | ---------- | -------------- | ------------- |
| 2020 | Jocs Olímpics, Tòquio, Japó | Dura       | Belinda Bencic | 5−7, 6−2, 3−6 |

## Primers anys i antecedents
Markéta Vondrousová va néixer el 28 de juny de 1999, filla de David Vondrouš i Jindřiška Anderlová a Sokolov, un petit poble de la República Txeca prop de la seva frontera amb Alemanya. El seu pare la va introduir al tennis als quatre anys, després d'haver practicat aquest esport de forma recreativa. La seva mare havia jugat a voleibol a l'SK Slavia Praga a l'Extraliga de màxima categoria. Els seus pares es van divorciar quan Vondrousová tenia tres anys, però tots dos es van quedar a la seva vida i van donar suport al seu creixement com a jugadora de tennis. Quan Vondrousová era jove, va provar una varietat d'esports, com l'esquí, el futbol, el tennis de taula i el floorball, excel·lent en tots ells. Va començar a centrar-se en el tennis aviat, entrant en un torneig nacional de mini-tennis a l'illa de Štvanice a Praga el 2006, en el qual va acabar tercera i es va classificar per a un torneig internacional a Umag a Croàcia, on va perdre a la primera ronda.
Després del torneig a Štvanice, es va disposar que Vondrousová tornés a entrenar-hi. Durant aquest temps, va entrenar cinc dies a la setmana, dos dels quals a Štvanice, a poques hores de la seva ciutat natal. Va tenir un altre èxit internacional als 12 anys, quan va guanyar el Nike Junior Tour International Masters als Estats Units, que es considerava un campionat del món no oficial per a menors de 12 anys. Als 15 anys es va traslladar a Praga per entrenar-hi amb més regularitat.
Vondrousová té un fort bagatge atlètic per part de la seva mare. El seu avi, František Frk, va ser el campió nacional de pentatló txecoslovac el 1935.

## Carrera júnior
Vondrousová és una antiga número 1 júnior del món. Va debutar al Circuit Júnior de la ITF als 13 anys i va guanyar tant les proves individuals com de dobles en el seu primer torneig, el Torneig Internacional de San Michel de grau 5 a Malta l'abril de 2013. Més tard aquell any, va guanyar un torneig individual de grau 4 de nivell superior a Polònia, així com un altre torneig de dobles de grau 2 a la República Txeca. Vondrousová va debutar al Grau 1 amb una semifinal d'individuals el gener de 2014, a la qual va seguir amb una derrota en segona ronda en el seu debut als tornejos de Grau A de més alt nivell al maig. Va participar en els seus primers torneigs de Grand Slam júnior al maig i va tenir un èxit immediat, arribant a les semifinals tant a Roland Garros com a Wimbledon. En ambdós tornejos, va perdre davant les eventuals campions Daria Kassàtkina i Jeļena Ostapenko respectivament. A Vondrousová li va sortir millor en dobles a l'Open de França, acabant subcampiona davant l'equip romanès de Ioana Ducu i Ioana Loredana Roșca al costat de l'americà CiCi Bellis en un desempat del partit. Tot i perdre els seus primers partits individuals en els seus dos últims tornejos de grau A de l'any, l'Open dels Estats Units i l'Orange Bowl, Vondrousová va acabar el 2014 guanyant el títol de dobles d'Orange Bowl amb Bellis.
Vondrousová va continuar tenint èxit en dobles el 2015, sobretot guanyant els seus únics dos títols de Grand Slam júnior i tres torneigs de dobles de Grau A en total. Tot i que va perdre el seu primer partit a l'Open d'Austràlia, va guanyar el títol de dobles amb la seva compatriota Miriam Kolodziejová sense perdre cap set. Vondroušová no va jugar cap altre torneig juvenil fins a finals de maig, sinó que va optar per jugar torneigs al circuit professional. Al seu retorn, va guanyar tant les proves d'individuals com de dobles al Trofeu Bonfiglio de grau A, tornant a col·laborar amb Kolodziejová. Va derrotar a Charlotte Robillard-Millette a la final d'individuals pel seu únic títol de grau A de la seva carrera. Amb aquests títols, Vondrousová es va convertir per primera vegada en el número 1 del rànquing júnior del món. Mentre va perdre a les semifinals a l'Open de França per segon any consecutiu, va guanyar un segon títol de Grand Slam de dobles amb Kolodziejová, de nou sense perdre cap set. La semifinal va ser el seu millor resultat individual de Grand Slam de l'any. Vondrousová i Kolodziejová van guanyar un quart títol consecutiu al Grade-1 Junior International Roehampton abans que la seva ratxa de 28 victòries consecutives s'acabés a les semifinals de Wimbledon, on van ser derrotades per l'equip hongarès de Dalma Gálfi i Fanny Stollár.
Cap al final de la temporada 2015, Vondroušová va representar la República Txeca a la Junior Fed Cup amb Monika Kilnarová i Anna Slováková. Va guanyar les vuit gomes i va liderar l'equip txec al títol amb una victòria per 2-1 sobre l'equip nord-americà de Kayla Day i Claire Liu, a la final. Vondroušová només va jugar un torneig juvenil el 2016, perdent a la tercera ronda en individuals a Roland Garros.

## Carrera professional

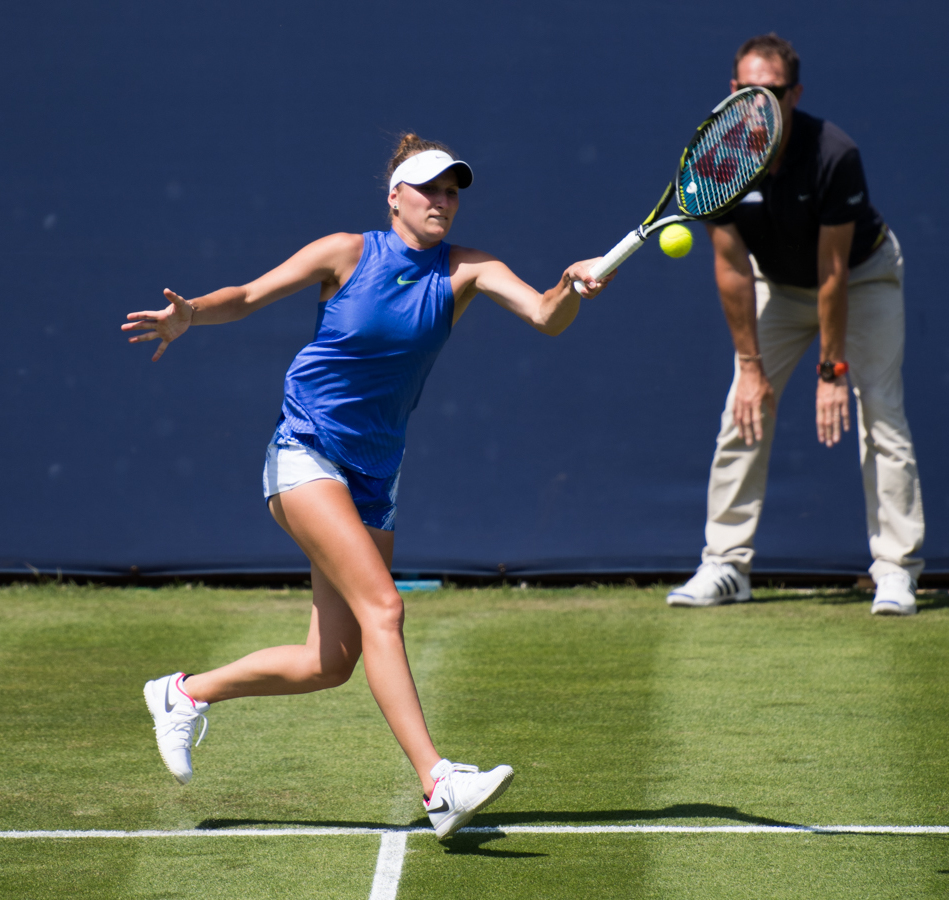
Vondroušová al Classic Birmingham 2017

Vondrousová va començar a jugar al Circuit Femení ITF el maig de 2014 a l'edat de 14 anys i es va classificar per al seu primer quadre principal més tard aquell any. Va arribar a la seva primera final d'individuals al nivell més baix de 10.000 dòlars el març de 2015 a Sharm El Sheikh, on va guanyar el torneig de dobles pel seu primer títol professional. El seu primer i segon títol de singles van arribar al maig i al juny respectivament. Vondrousová va fer el seu debut en dobles al quadre principal del WTA Tour l'abril de 2015 a l'Open de Praga, perdent el seu primer partit al costat de Kateřina Vaňková. Va fer el seu debut en individuals al WTA Tour al mateix torneig un any després, guanyant el seu primer partit de la seva carrera contra Océane Dodin abans de perdre davant la finalista Samantha Stosur. Vondrousová no va entrar a cap més torneig després del maig de 2016 a causa d'una lesió al colze esquerre.
Vondroušová va tornar a la gira el gener de 2017 i va guanyar els seus dos primers torneigs individuals de la ITF, seguits de dos subcampions més en el seu tercer i cinquè torneig. Aquest èxit la va ajudar a entrar entre les 300 millors per primera vegada a finals de febrer.
Al Ladies Open Biel Bienne d'abril, Vondrousová va tenir el seu primer gran avenç. Va guanyar el seu primer títol del WTA Tour als 17 anys només en el seu segon torneig d'individuals WTA de la seva carrera. Després d'entrar al quadre principal mitjançant la classificació, va superar a la primera cap de sèrie i número 18 del món, Barbora Strýcová, a les semifinals. Després va derrotar a Anett Kontaveit a la final. Amb el títol, va pujar al número 117 del món. Després d'haver començat el torneig al número 233, també va ser la finalista amb la classificació més baixa del WTA Tour des de Justine Henin el 2010. Aleshores, Vondroušová va guanyar un títol de 100.000 dòlars a l'Open d'Eslovàquia al Circuit ITF el mes següent per entrar al top 100 per primera vegada. Això també la va convertir en la jugadora més jove del top 100 de l'època.
Vondroušová va debutar al campionat de Grand Slam a Roland Garros. Va aconseguir la classificació i va derrotar a Amandine Hesse en el seu primer partit del quadre principal abans de perdre davant Daria Kasatkina. Vondrousová va ser acceptada directament al quadre principal de Wimbledon, perdent el seu primer partit. Més tard aquell mes, va guanyar un altre títol de la ITF, l'Open de Praga de 80.000 dòlars, per pujar al número 68 del món. No obstant això, va tornar a perdre el seu primer partit a l'Open dels Estats Units, tot i empènyer la número 8 Svetlana Kuznetsova a un tiebreak al tercer set. Va acabar la seva temporada després de setembre.
Vondroušová va començar lentament la temporada 2018, sense guanyar diversos partits del quadre principal en cap dels seus cinc primers tornejos de l'any, inclòs l'Open d'Austràlia. No obstant això, va continuar pujant a la classificació fins al número 50, després d'arribar a la quarta ronda al Torneig d'Indian Wells, on va derrotar a la número 11 Johanna Konta a la segona ronda. Quan Vondrousová no va defensar els punts de la classificació del seu primer títol durant la temporada de terra batuda, la seva classificació va començar a baixar. Va guanyar només dos partits sobre terra batuda i va perdre el seu partit de la primera ronda a Roland Garros, fet que va fer que quedés fora del top 100. També va perdre a la ronda inicial a Wimbledon. Dues setmanes més tard, Vondrousová va arribar a la seva primera semifinal de l'any al Ladies Championship Gstaad. No obstant això, es va mantenir fora del top 100 a finals d'agost. Com a darrera acceptació directa al quadre principal de l'Open dels Estats Units, Vondroušová va produir el seu millor resultat de la temporada. Va superar la número 13 Kiki Bertens a la tercera ronda en un desempat del tercer set abans de perdre en el seu següent partit. Aquest resultat la va portar de nou al número 71 del món. Per segon any consecutiu, va acabar al número 67, després d'acabar la seva temporada al setembre.
Vondrousová va tenir un bon començament la temporada 2019. Encara que va perdre a la segona ronda de l'Open d'Austràlia en individual, va arribar a les semifinals en dobles amb Barbora Strýcová on va perdre un partit ajustat davant Samantha Stosur i Zhang Shuai. Aleshores, Vondrousová va arribar als quarts de final o millor en cadascun dels seus següents sis torneigs individuals. Aquesta ratxa va incloure tres aparicions finals i va començar amb un final de subcampiona davant la campiona defensora Alison Van Uytvanck a l'Open d'Hongria. Al Torneig d'Indian Wells, Vondrousová va superar la número 2 Simona Halep, l'oponent millor classificada que mai havia derrotat. Amb aparicions de quarts de final allà i al Miami Open, va tornar al top 50 per primera vegada en poc més d'un any. Vondrousová va arribar a una altra final a la Copa d'Istanbul on va perdre davant la número 40, Petra Martić. Després va derrotar a Halep de nou als quarts de final de l'Open d'Itàlia.
La millor actuació de Vondroušová de la temporada va arribar a Roland Garros, on va arribar a la final sense perdre cap set. Com a jugadora sense ser cap de sèrie, va derrotar a quatre cap de sèrie, incloent la número 12, Anastasija Sevastova a la quarta ronda i la número 26, Johanna Konta a les semifinals. També va derrotar la número 31 Martić als quarts de final per primera vegada, després de perdre els quatre enfrontaments anteriors. A la final, va perdre davant la número 8, Ashleigh Barty, guanyant només quatre jocs. No obstant això, es va convertir en la primera adolescent a disputar la final de l'Open de França des d'Ana Ivanović el 2007 i la primera a jugar en qualsevol final de Grand Slam des de Caroline Wozniacki a l'Open dels Estats Units del 2009. També va entrar al top 20 per primera vegada. Malgrat aquest èxit, va perdre a la primera ronda a Wimbledon davant Madison Brengle, el seu darrer partit de l'any. Després d'haver-se perdut els mesos següents a causa d'una lesió al canell esquerre patida durant aquell partit, Vondrousová es va operar al setembre i es va quedar fora la resta de la temporada. Va assolir el màxim rànquing del número 14 del món durant la temporada, i va acabar l'any al número 16.
En el seu debut a la WTA 1000 en dobles a l'Open d'Itàlia, Vondrousová i la seva companya Kristina Mladenovic van arribar a la final, derrotant al duo segon cap de sèrie, Barbora Krejčíková i Kateřina Siniaková als quarts de final, i a la parella convidada Sara Errani i Irina-Camelia Begu a les semifinals. Van perdre la seva final davant la parella alternativa i les primeres guanyadores d'un torneig WTA 1000, Giuliana Olmos i Sharon Fichman.
Als Jocs Olímpics de Tòquio, Vondrousová va vèncer a Kiki Bertens, la 16a cap de sèrie, en el darrer partit d'individuals de la gira, i Mihaela Buzărnescu per arribar a la tercera ronda. Allà, va superar la segona cap de sèrie i favorita local, Naomi Osaka, superant-la en sets seguits per passar als quarts de final. Allà, va vèncer a Paula Badosa (per retirada) per passar a les semifinals, on va aconseguir la seva segona victòria entre els deu primers del torneig en vèncer a Elina Svitolina per arribar a la final i garantir una medalla. Va perdre contra Belinda Bencic en tres sets i va guanyar la medalla de plata.
Cap de sèrie 21a a Indian Wells 2022, va derrotar a Magdalena Frech i la quarta cap de sèrie Anett Kontaveit per arribar a la quarta ronda per tercera vegada en aquest torneig.
Utilitzant el rànquing protegit, va assolir la tercera ronda de l'Open d'Austràlia derrotant Alison Riske i la segona cap de sèrie Ons Jabeur, i del Torneig d'Indian Wells derrotant a Rebecca Marino i la 28a cap de sèrie Marie Bouzková. En aquest últim, va fer un pas més en els vuitens de final per quarta vegada en aquest torneig WTA 1000 derrotant novament al quart cap de sèrie Ons Jabeur. A l'Open de Miami, va assolir les quartes rondes consecutives de la WTA 1000 i per primera vegada des del 2021 en aquest torneig (havent-se saltat l'edició del 2022) derrotant a Tatjana Maria, l'11a cap de sèrie Veronika Kudermetova, i la seva compatriota la 17a cap de sèrie, Karolína Plíšková.
Al Torneig de Wimbledon de 2023, va arribar a la quarta ronda per primera vegada en aquest Major, derrotant a Peyton Stearns, la 12a cap de sèrie Veronika Kudermetova i la 20a cap de sèrie Donna Vekić. Amb aquest resultat, va arribar a la quarta ronda de tots els Grand Slams. A la quarta ronda, va derrotar a la 32a cap de sèrie i compatriota seva Marie Bouzková, arribant als quarts de final d'un Major per primera vegada des de l'Open de França del 2019. En els quarts de final, va superar una desavantatge d'1–4 en el tercer set per vèncer a la quarta cap de sèrie Jessica Pegula i va avançar a la seva primera semifinal de Wimbledon. Es va convertir en només la tercera dona de l'Era Open que va derrotar quatre caps de sèrie per arribar a les semifinals a l'All England Club juntament amb Zheng Jie (2008) i Barbora Strycova (2019). El 13 de juliol de 2023, va derrotar a Elina Svitolina, que va rebre una invitació al torneig, en sets seguits a les semifinals per passar a la seva primera final de Wimbledon i a la seva segona final del Grand Slam de la seva carrera. El 15 de juliol, va vèncer a Ons Jabeur a la final i es va convertir en la primera campiona de Wimbledon en individual femení sense ser cap de sèrie a l'Era Open. El seu rànquing mundial número 42 la va convertir en la campiona de Wimbledon amb la classificació més baixa des que es va introduir el rànquing WTA.

## Representació nacional

### Copa Fed
Després d'haver guanyat la Copa Fed Júnior el 2015, Vondrousova va debutar amb la República Txeca a la Copa Fed sènior el 2017 en la seva eliminatòria de semifinals del Grup Mundial contra els Estats Units. Va perdre el seu primer partit contra CoCo Vandeweghe, però es va recuperar per derrotar a Lauren Davis per establir un partit de dobles decisiu. L'equip txec va perdre el partit de dobles i va quedar eliminat. Vondrousova va tornar a jugar a la Fed Cup el 2019 per a l'eliminatòria de l'eliminatòria del grup mundial de l'equip txec contra el Canadà. Va guanyar dos dels tres primers partits individuals per mantenir-los al Grup Mundial per al 2020.

### Jocs Olímpics
També va representar el seu país als Jocs Olímpics del 2020, on va derrotar (6–1, 6–4) a la favorita local Naomi Osaka a la tercera ronda de la competició. Va arribar a la final derrotant Paula Badosa (per retirada) als quarts de final i la quarta cap de sèrie Elina Svitolina a les semifinals, reservant-se lloc per a la primera final olímpica d'individuals de la República Txeca. Va perdre contra Belinda Bencic en tres sets i va rebre la medalla de plata.

## Palmarès

### Individual: 7 (3−4)
| 2009 − 2020              | Després de 2021 |
| ------------------------ | --------------- |
| Grand Slam (1−1)         |                 |
| Jocs Olímpics Argent (1) |                 |
| WTA Finals (0−0)         |                 |
| Premier Mandatory (0−0)  | WTA 1000 (0−0)  |
| Premier 5 (0−0)          | WTA 1000 (0−0)  |
| Premier (0−0)            | WTA 500 (1−0)   |
| International (1−2)      | WTA 250 (0−0)   |

| Títols per superfície |
| --------------------- |
| Dura (1−2)            |
| Gespa (2−0)           |
| Terra batuda (0−2)    |

| Resultat   | Núm. | Data                 | Torneig                     | Superfície   | Oponent             | Marcador          |
| ---------- | ---- | -------------------- | --------------------------- | ------------ | ------------------- | ----------------- |
| Guanyadora | 1.   | 16 d'abril de 2017   | Biel/Bienne, Suïssa         | Dura (i)     | Anett Kontaveit     | 6−4, 7−6(6)       |
| Finalista  | 1.   | 24 de febrer de 2019 | Budapest, Hongria           | Dura (i)     | Alison Van Uytvanck | 6−1, 5−7, 2−6     |
| Finalista  | 2.   | 28 d'abril de 2019   | Istanbul, Turquia           | Terra batuda | Petra Martić        | 6−1, 4−6, 1−6     |
| Finalista  | 3.   | 9 de juny de 2019    | Roland Garros, França       | Terra batuda | Ashleigh Barty      | 1−6, 3−6          |
| Finalista  | 4.   | 9 de juny de 2021    | Jocs Olímpics, Tòquio, Japó | Dura         | Belinda Bencic      | 5−7, 6−2, 3−6     |
| Guanyadora | 2.   | 16 de juliol de 2023 | Wimbledon, Regne Unit       | Gespa        | Ons Jabeur          | 6−4, 6−4          |
| Guanyadora | 3.   | 22 de juny de 2025   | Berlín, Alemanya            | Gespa        | Wang Xinyu          | 7−6(10), 4−6, 6−2 |

## Trajectòria

### Individual
| Torneig                  | 2017 | 2018 | 2019 | 2020 | 2021 | 2022 | 2023 | 2024 | Títols           | V–D              |                  |
| ------------------------ | ---- | ---- | ---- | ---- | ---- | ---- | ---- | ---- | ---------------- | ---------------- | ---------------- |
| Open d'Austràlia         | A    | 2R   | 2R   | 1R   | 4R   | 3R   | 3R   | 1R   | 0 / 7            | 9 – 7            |                  |
| Obert de França          | 2R   | 1R   | F    | 1R   | 4R   | A    | 2R   |      | 0/6              | 11–6             | 65%              |
| Wimbledon                | 1R   | 1R   | 1R   | NH   | 2R   | A    | W    |      | 1/5              | 8–4              | 67%              |
| US Open                  | 1R   | 4R   | A    | 2R   | 2R   | A    | QF   |      | 0/5              | 9–5              | 56%              |
| Guanyar-pèrdua           | 1–3  | 4–4  | 7–3  | 1–3  | 8–4  | 2–1  | 10–2 |      | 1/21             | 33–20            | 62%              |
| Estadístiques de carrera |      |      |      |      |      |      |      |      |                  |                  |                  |
| Títols                   | 1    | 0    | 0    | 0    | 0    | 0    | 1    |      | Carrera total: 2 | Carrera total: 2 | Carrera total: 2 |
| Finals                   | 1    | 0    | 3    | 0    | 1    | 0    | 1    |      | Carrera total: 6 | Carrera total: 6 | Carrera total: 6 |
| Rànquing de cap d'any    | 67   | 67   | 16   | 21   | 35   | 99   |      |      | 5.000.041 $      | 5.000.041 $      | 5.000.041 $      |

### Dobles femenins
| Torneig          | 2017 | 2018 | 2019 | 2020 | 2021 | 2022 | 2023 | 2024 | Títols | V–D   |
| ---------------- | ---- | ---- | ---- | ---- | ---- | ---- | ---- | ---- | ------ | ----- |
| Open d'Austràlia | A    | 1R   | SF   | 1R   | 2R   | 2R   | 3R   |      | 0 / 6  | 8 – 6 |
| Obert de França  | A    | 1R   | 2R   | A    | A    | A    | 2R   | 0/3  | 2–3    | 40%   |
| Wimbledon        | QF   | 1R   | A    | NH   | 2R   | A    | 3R   | 0/4  | 6–3    | 67%   |
| US Open          | 1R   | A    | A    | A    | 2R   | A    |      | 0/2  | 1–2    | 33%   |
| Guanyar-pèrdua   | 3–2  | 0–3  | 5–2  | 0–1  | 3–3  | 1–1  | 5–2  | 0/15 | 17–14  | 55%   |

Font: perfil WTA
1. ↑  Vondrousová i la seva parella Kolodziejová es van retirar abans de la 3a ronda dels dobles femenins de Wimbledon 2023, de manera que això no compta com a derrota.

## Vida personal
El 16 de juliol de 2022, Vondrousová es va casar amb la seva parella de sempre Štěpán Šimek. Estaven compromesos des dels Jocs Olímpics de Tòquio del 2021, on Vondrousová va guanyar la medalla de plata.